# 열대어

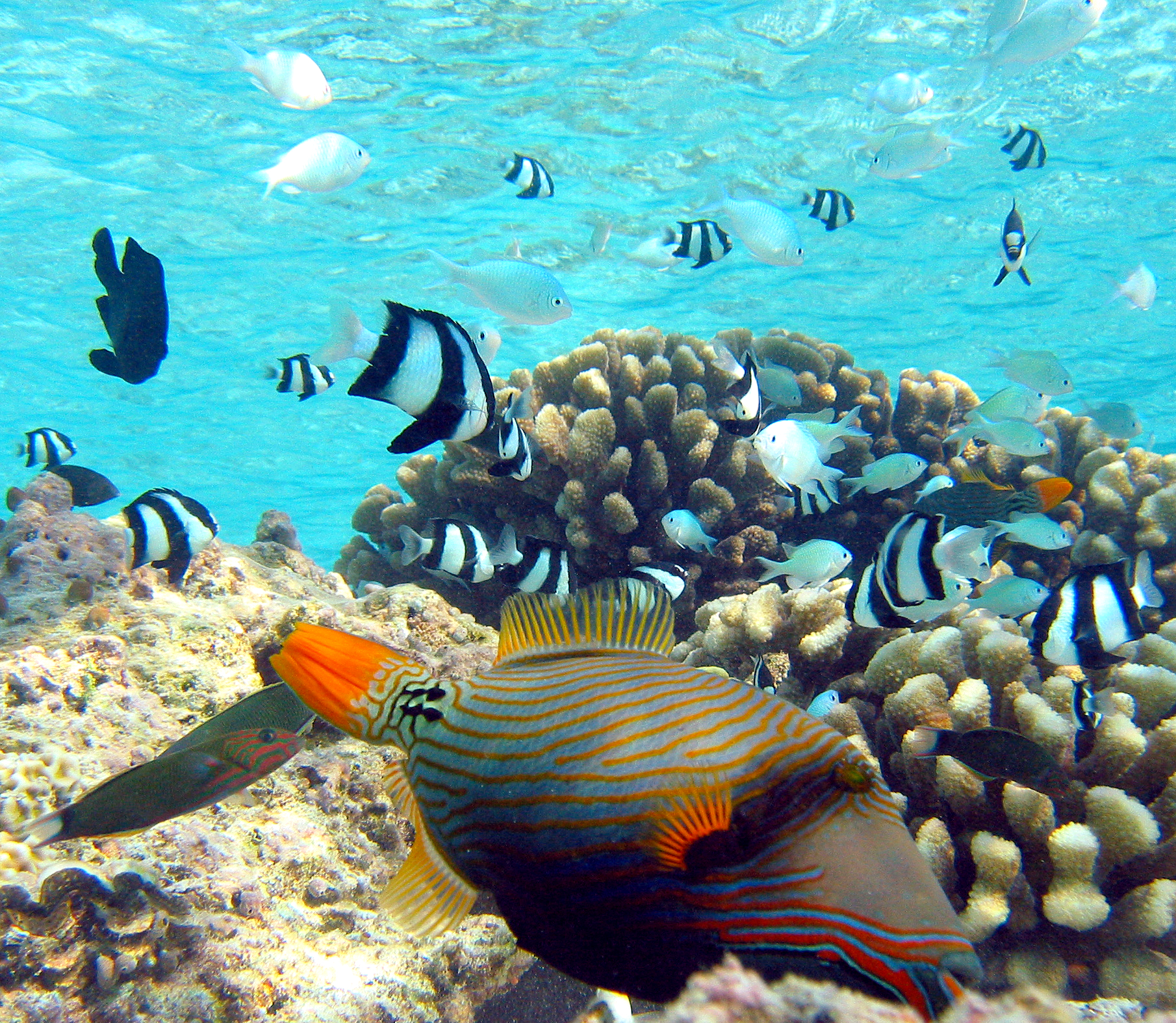
산호초와 열대어

열대어(熱帶魚)는 열대 지방에 서식하는 물고기를 일컫는 용어이다. 크게 대표적인 아마존, 아프리카, 동남아시아의 세 지역이 있다. 한국 수족관업계에서는 관상어라는 단어와 뜻을 섞어서 쓴다. 본래 열대어와 관상어는 엄연히 다른 뜻을 가진 단어이지만, 수족관업자들은 그냥 열대어라고 통합해 부른다. 금붕어, 비단잉어, 수입되는 열대어 등은 거의 다 관상어에 속한다.

## 종류
- 송사리
  - 구피
  - 쿠피
  - 킬리피쉬
- 백운산 (물고기)
- 제브라 다니오
- 수마트라 바브
- 테트라
  - 파쿠
  - 프리스텔라
  - 스마일피쉬
- 엔젤피쉬
- 디스커스
- 아피스토그라마
- 니그로
- 그린테러
- 피콕배스
- 네오람프롤로구스 오켈라투스
- 프론토사
- 메기류
  - 코리도라스
  - 플레코(비파)
  - 가이양
  - 징기스칸
  - 붉은꼬리메기
  - 타이거쇼블노즈캣피시
  - 글래스캣피시
- 쿨리 로치
- 베타
- 엘리펀트노즈
- 짐나르쿠스
- 버터플라이 피시

## 문학에서의 열대어
폴 빌라드의 동화 《이해의 선물》에는 열대어 이야기가 나온다.